# Larbi Naji
Pour les articles homonymes, voir Naji.
Larbi Naji (en arabe : العربي ناجي), né le 12 décembre 1990 à Salé (Maroc) est un footballeur marocain évoluant dans le club de l'AS FAR Rabat. Il joue au poste de milieu défensif.

## Biographie

### En club
En 2018, il remporte la Coupe du Maroc avec le club de la RS Berkane, en battant le Wydad de Fès en finale, après une séance de tirs au but. Larbi Naji se met en évidence lors de la finale, en inscrivant un but.
Il participe à plusieurs reprises à la Coupe de la confédération avec Berkane. Lors de la saison 2018-2019, son équipe s'incline en finale face au club égyptien de Zamalek. La saison suivante, il inscrit un but en quart de finale face au club égyptien d'Al-Masry. Son équipe remporte cette fois-ci la compétition en battant le club égyptien du Pyramids FC en finale.
Le 20 mai 2022, il remporte la Coupe de la confédération après avoir remporté la finale sur une séance de tirs au but face à l'Orlando Pirates FC (match nul, 1-1). Le 28 juillet 2022, il bat le Wydad Casablanca sur séance de penaltys à l'occasion de la finale de la Coupe du Maroc au Stade Mohammed-V (match nul, 0-0).

### En sélection
Il remporte en 2021 le championnat d'Afrique des nations (CHAN) avec l'équipe du Maroc A' sous Houcine Ammouta.
Le 28 juillet 2022, il est convoqué par le sélectionneur Hicham Dmii pour un stage de préparation avec l'équipe du Maroc A', figurant sur une liste de 23 joueurs qui prendront part aux Jeux de la solidarité islamique en août 2022.

## Palmarès

### En club
RS Berkane
- Coupe du Maroc (1) :
  - Vainqueur : 2018.et 2021 (2022)

- Coupe de la confédération (2) :
  - Vainqueur : 2019-20 et 2021-2022
  - Finaliste : 2018-19.

### En sélection
Maroc A'
- Championnat d'Afrique des nations (CHAN)
  - Vainqueur : 2021